# Oklahoma City Ballhawgs
Gli Oklahoma City Ballhawgs furono una franchigia di pallacanestro della ABA 2000, con sede a Oklahoma City.
Creati nell'autunno del 2004 disputarono appena una partita, una sconfitta, della stagione 2004-2005 prima di dichiarare bancarotta.

## Stagioni
| Stagione | Lega     | Denominazione           | V | P | %   | Piazzamento | Play-off |
| -------- | -------- | ----------------------- | - | - | --- | ----------- | -------- |
| 2004-05  | ABA 2000 | Oklahoma City Ballhawgs | 0 | 1 | 0,0 | 12º         | -        |